# بيلي كوكس
بيلي كوكس (بالإنجليزية: Billy Cox)‏ هو لاعب كرة قاعدة أمريكي، ولد في 29 أغسطس 1919 في نيوبورت في الولايات المتحدة، وتوفي في 30 مارس 1978 في هاريسبرج في الولايات المتحدة بسبب سرطان.

## وصلات خارجية
- بيلي كوكس على موقعبيزبول رفرنس.كوم (الدوري الرئيسي) (الإنجليزية)
- بيلي كوكس على موقعبيزبول رفرنس.كوم (الدوري الثانوي) (الإنجليزية)